# Слабник водяний
{{#ifeq:0|0|{{#if:|{{#if:Stellariaaquatica|[[]}}|}}}}
Сла́бник водяни́й (Myosoton aquaticum (L.) Moench = Malachium aquaticum (L.) Fr. = Stellaria aquatica Scop) — багаторічна гілляста рослина з родини гвоздичних.

## Опис
Багаторічна рослина 20–70 см заввишки. Рослини внизу голі, вгорі залозисто запушені. Листки яйцеподібні або довгасто-яйцеподібні. Чашолистки трав'янисті, 4–6 мм завдовжки. Пелюстки глибоко-2-роздільні, білі, в 1.5–2 рази довші за чашолистки.

## Поширення
Поширений майже по всій Європі, у помірній Азії, Китаї, півночі Індії, півночі Пакистану; натуралізований у пд. Канаді та США.
В Україні вид зростає на вологих затінених місцях, по лісових струмках, берегах річок, навколо жител як бур'ян.

## Галерея

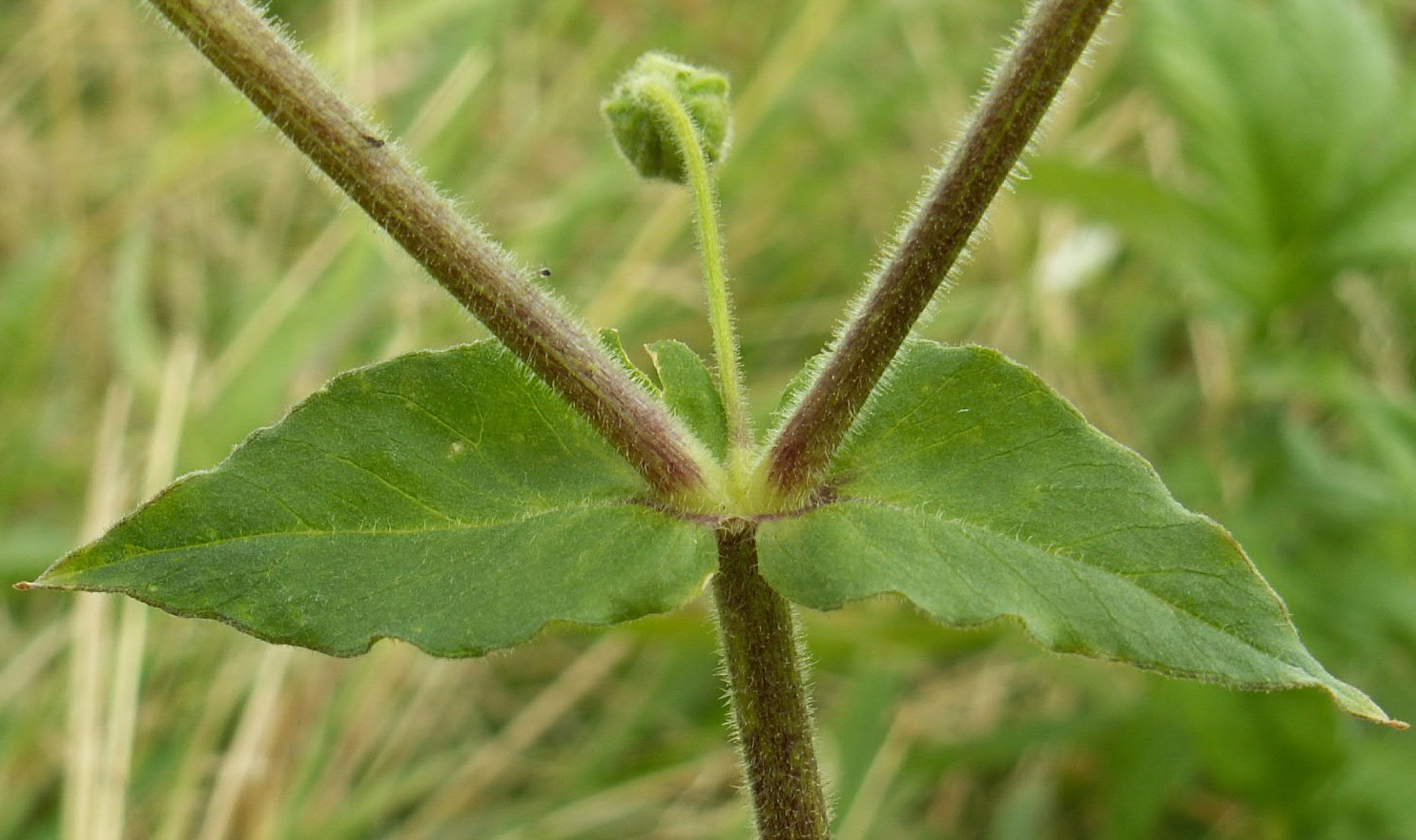
стебло, листки
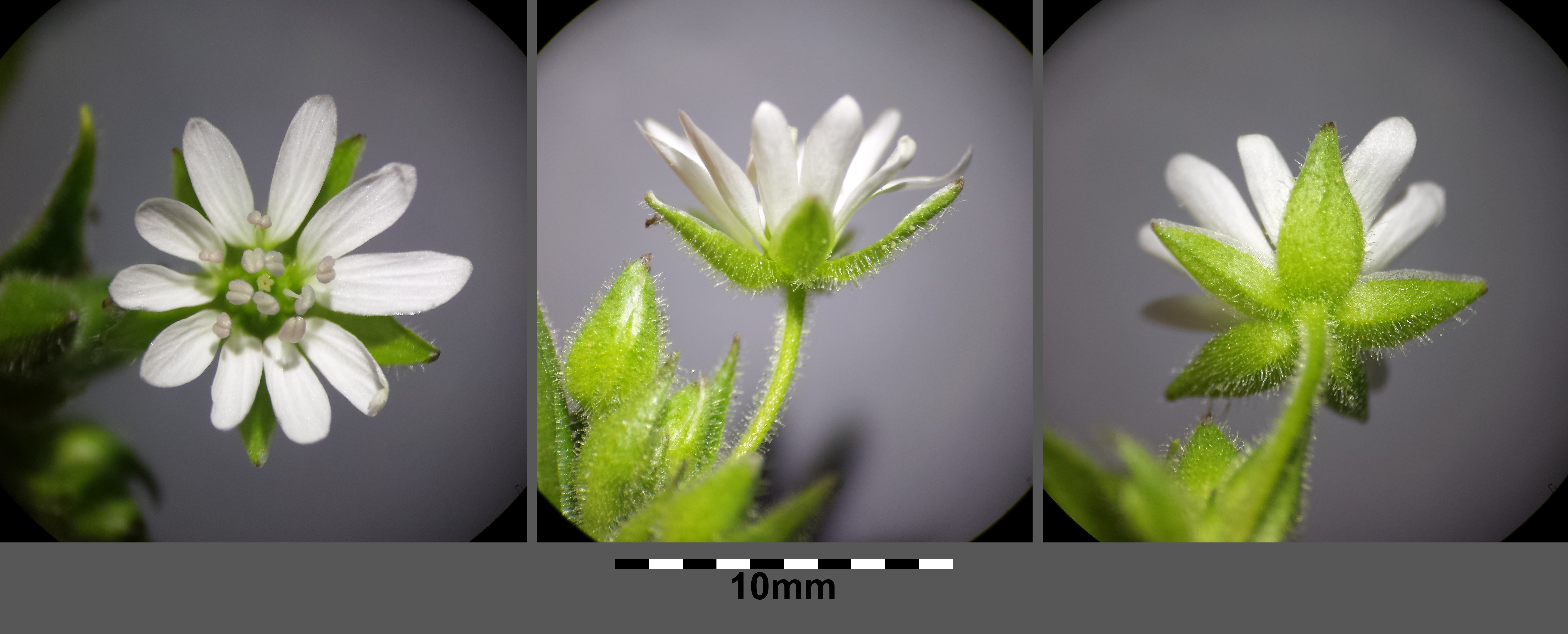
квітка
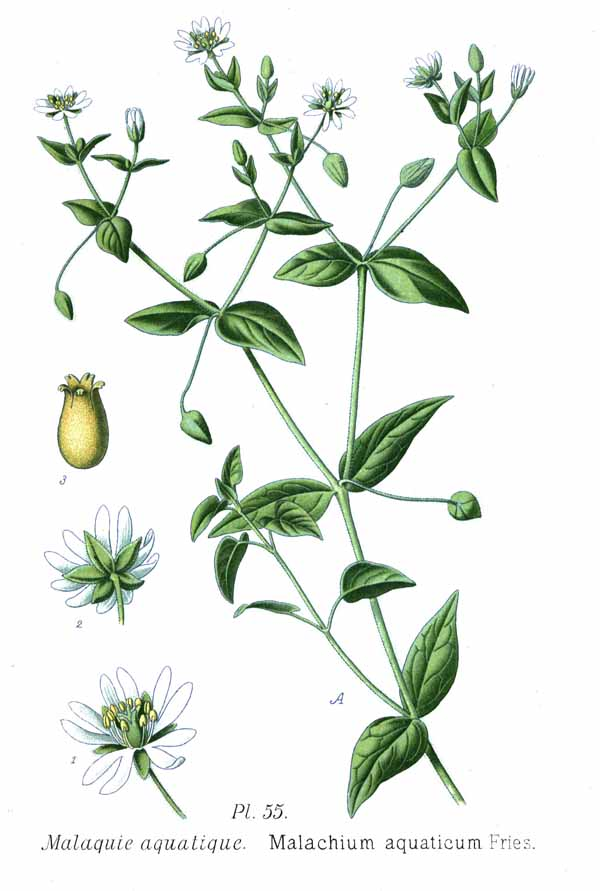
ілюстрація